# Mahjoub Ben Bella
Mahjoub Ben Bella est un artiste peintre et dessinateur franco-algérien né le 20 octobre 1946 à Marnia en Algérie et mort le 11 juin 2020 à Lille en France.
Il est connu pour ses peintures murales et pour avoir peint les pavés de Paris-Roubaix.
Il signe Ben Bella ou plus rarement M. Ben Bella.

## Biographie
Après des cours à l’école des Beaux-Arts d’Oran, Ben Bella arrive en France dans le département du Nord en 1965 (année de ses 19 ans). Entre 1965 et 1970, il poursuit ses études à l’école des Beaux-Arts de Tourcoing. Il passe ensuite à l’école nationale des Arts décoratifs à Paris puis à l’école nationale supérieure des Beaux-Arts aussi dans la capitale. Il enseigne par la suite à l’école des Beaux-Arts de Cambrai.
En 1975, Ben Bella retourne à Tourcoing, y aménage son atelier et s’y installe définitivement.
Sa peinture est principalement abstraite et très colorée. Beaucoup de ses peintures utilisent la calligraphie arabe.
En 1986, il peint L’Envers du Nord, une œuvre utilisant comme support la chaussée de Paris-Roubaix sur plusieurs tronçons formant un ensemble de 12 kilomètres de voie pavée.
En 2000, il peint 1 800 carreaux de céramique destinés à la station Colbert à Tourcoing du métro de l’agglomération lilloise.

### Mort
Mahjoub Ben Bella est mort le 11 juin 2020 à Lille en France.